# يونوت كوستاشي
يونوت كوستاشي (بالرومانية: Ionuț Costache)‏ هو لاعب كرة قدم روماني في مركز الدفاع، ولد في 19 ديسمبر 1983 في بلويشت في رومانيا. لعب مع بوليتنيكا ياشي ونادي بترولول بلويشتي.

## وصلات خارجية
- يونوت كوستاشي على موقع قاعدة بيانات كرة القدم.إي يو (الإنجليزية)
- يونوت كوستاشي على موقع Soccerway.com (الإنجليزية)